# 井村尚嗣
井村 尚嗣（いむら たかし、1963年4月24日 - ）は、日本のフリーアナウンサー。山口県長門市出身。株式会社T-Work代表取締役。

## 略歴
山口県立大津高校を経て明治大学文学部を卒業後、1986年に広島ホームテレビに入社。スポーツアナウンサーとして活躍し、広島東洋カープやサンフレッチェ広島など数々のスポーツの実況をこなす。
その後『西田篤史のテレビランド』や『げっきんLIVE』などの番組ディレクターを経て、2001年にスポーツ実況に復帰。
2003年からは夕方のニュース・生活情報番組『HOME Jステーション』のメインキャスターを務めた。また、井村が直接電話して出演依頼した久村敬夫が同番組のコメンテーター就任。
2007年1月からアナウンス部を離れメディア開発部に異動。
2009年からは広島ホームテレビの環境保全キャンペーン「地球派宣言」を展開する部署へと異動。番組制作を担当する。2013年、営業系のセクションに異動。
2016年に広島ホームテレビを退社し、同年9月に個人事務所「株式会社T-Work」を設立。DAZNでの広島東洋カープ戦中継など、フリーアナウンサーとしての活動を開始し、広島県内での活動だけでなく東京の番組やイベントにも出演している。

## 現在の出演番組
- 鯉のはなシアター（2014年 - 2017年12月、2018年4月 - 、広島ホームテレビ） ナレーション、ディレクター
- DAZNでの広島東洋カープ戦 中継実況。
- 広島東洋カープ2軍戦 中継（ちゅぴCOM）実況

## 過去の出演番組
広島ホームテレビ時代
- ANN 530ステーション（ローカルニュース）
- ステーションEYE（ローカルニュース）
- HOME Jステーション（2003年3月31日 - 2006年12月22日） 初代MC
- HOMEネットショッピングSP（2007年12月22日放送、『アグレッシブですけど、何か?』の穴埋め番組）
- カープDON!
- げっきんLIVE!　番組ディレクター
- 西田篤史のテレビランド　番組ディレクター
- プロ野球中継
- スーパーJチャンネル（ローカルニュース）
- 開発プレゼンター「デルゲーツ」

フリーアナウンサー時代
- デルゲーツ 第71回｢ポスト中島尚樹開発②｣（2016年10月10日、広島ホームテレビ）
- エキキタ 広島未来予想図3 西田篤史が歩く進化する広島の玄関口（2018年5月5日、RCCテレビ）リサーチ
- ゲーム直前 CARP TIMES　マツダクライマックスシリーズ セ ファイナルステージ編（2018年10月19日、ちゅぴCOM）MC
- ゲーム直前 CARP TIMES　日本シリーズ編（2018年10月28日、ちゅぴCOM）MC
- 広島発 OKONOMIYAKIで世界に挑む!（2019年1月5日、広島ホームテレビ）ナレーション

## 書籍
- カープが優勝した25の理由 2016 CENTRAL LEAGUE CHAMPIONS（2016年12月、ザメディアジョンプレス） ISBN 978-4862504760
25名（カープOB12名、ファン代表13名）に25年ぶりの2016年ペナントレース優勝をインタビューし、ライターを務めたデビュー作[5]。

## 備考
- 2005年末に故郷の山口県長門市にあるコミュニティ放送局・エフエムながとの特番「第1回 FM AQUA 行く年来る年」にゲスト出演した。
- 広島東洋カープの野村謙二郎内野手（1989～2005年在籍）に顔立ちが似ていたため、キャンプの取材に行った際にファンからサインをねだられたことがあるという。